# لیوبومیر بوگدانوف
لیوبومیر بوگدانوف (انگلیسی: Lyubomir Bogdanov؛ زادهٔ ۲۱ دسامبر ۱۹۸۲) بازیکن فوتبال اهل بلغارستان است.
از باشگاه‌هایی که در آن بازی کرده است می‌توان به باشگاه فوتبال بلشانی اشاره کرد.